# Martin Chalfie
Martin Chalfie (n. 15 ianuarie 1947, Chicago, Illinois, SUA) este un neurobiolog evreu-american, laureat al Premiului Nobel pentru Chimie în 2008, împreună cu Osamu Shimomura și Roger Tsien, pentru descoperirea și dezvoltarea proteinei fluorescente verzi, GFP.